# Fruma Rostova
Fruma Jefimovna Rostova (russisk: Фру́ма Ефи́мовна Росто́ва, født Khajkina, den 6. februar 1897 i Novozybkov i Tjernigov guvernement i Det Russiske Kejserrige, død september 1977 i Moskva i Sovjetunionen) også kendt som Fruma Efimovna Rostova-Sjtjors, var en sovjetisk revolutionær og en markant figur under den russiske revolution og Den Russiske Borgerkrig. Hun spillede en betydelig rolle som formand for Tjekaen (den hemmelige politiorganisation) i byen Unetja.

## Biografi

### Opvækst
Hun blev født den 6. februar 1897 i Novozybkov i en embedsmandsfamilie. Hun blev hjemmeundervist og var i arbejde på et tekstilværksted ved udbruddet af Oktoberrevolutionen i 1917. Hun sluttede sig til den revolutionære bevægelse i revolutionens allerførste dage. I begyndelsen af 1918 blev hun valgt til medlem af bestyrelsen og sekretær for beklædningsarbejdernes fagforening. I februar samme år gik hun som en del af Den røde Garde.
Efter at have tilsluttet sig den revolutionære bevægelse benyttede hun navnet Rostova i stedet for fødenavnet Khajkina. Hun tog navnet efter heltinen i Tolstojs roman Krig og fred, Natasja Rostova.

### 1. Verdenskrig og Den Russiske Borgerkrig
Hun blev såret i marts 1918 og blev taget til fange af polakkerne og stod for at skulle henrettes. Kort indgik Rusland en fredsaftale ved Brest-Litovsk-freden og hun blev udvekslet med andre krigsfanger, og hun blev herefter sendt til Orsja, hvorfra hun blev overført til Brjansk som medarbejder i Tjekaens udenrigsafdeling.
Hun blev sendt fra Brjansk til grænsebyen Unetja, hvor der var uroligheder med kinesere og "kirgisere" (kasakhere), som tidligere havde arbejdet med opførelsen af jernbanen og efter revolutionen befandt sig uden arbejde. Opgaven var at genoprette revolutionær orden, dvs. "at overvåge kontrarevolutionær agitation, det lokale bourgeoisi, upålidelige kontrarevolutionære elementer, kulakker, profitmagere og andre fjender af sovjetmagten og at træffe foranstaltninger til tilbageholdenhed og advarsel mod fjender".. I Unetja ledede Khajkina grænseenheden i Tjekaen; der er dog ingen dokumentation for, at hun var den øverste chef. Unetjas Tjeka havde sandsynligvis status som en ekstraordinær grænsekommission.
Udover at tjene i Tjekaen var hun også medlem af Unetj Revolutionære Komité. Der var mange opgaver ved grænseposten. Udover omfattende smugleri og agenter for tysk militær spionage intelligens var området præget af den voldsomme strøm af mennesker, der forlod Sovjet-Rusland. Efter Oktoberrevolutionen forlod titusinder af mennesker landet. Mange flygtede til Ukraine og mange af disse passerede gennem Unetja. Emigranterne bar valuta og smykker, som blev konfiskeret "til gavn for det arbejdende folk."
I denne stilling var hun ansvarlig for at håndhæve revolutionær orden og sikkerhed i området. Hendes handlinger og beslutninger havde ofte en dyb indflydelse på lokalsamfundet. Fruma Khajkina/Rostova var kendt for sin strenge tilgang til kontrarevolutionære elementer, hvilket førte til, at hun blev frygtet af mange, herunder Den hvidgardister og repræsentanter for borgerskabet. Hendes afgørelser omfattede ofte hårdhændede foranstaltninger som f.eks. henrettelser.
Rostova blev i efteråret 1918 gift med Nikolaj Sjtjors, en berømt kommandør for de bolsjevikiske styrker, og tog herefter navnet Rostova-Sjtjors. Deres forhold begyndte, da Sjtjors ankom til Unetja for at organisere Bogun-regimentet, og de to mødtes i forbindelse med deres roller i den lokale administration og sikkerhed. Fruma Rostovas indflydelse strakte sig også til de militære formationer under Sjtjors' kommando, hvor hun ledede de lokale Tjeka-afdelinger. Hun fik med Nikolaj Sjtjors en datter, der senere blev gift med den berømte sovjetiske fysiker Isaak Khjalatnikov, der var med til at udvikle den sovjetiske atombombe.

### Efter Sjtjors' død
Efter Sjtjors' død i 1919 fortsatte Fruma Rostova-Sjtjors sit arbejde og blev senere involveret i Sovjetunionens industrielle udvikling. Hun fik en teknisk uddannelse og spillede en aktiv rolle i opbygningen af forskellige industrielle projekter, herunder elværker og fabrikker. Hun var også engageret i opførelsen af store konstruktioner som f.eks. Uralskij Automobilny Zavod og forskellige energiprojekter under GOELRO-planen.
Desuden medvirkede hun som konsulent i filmproduktionen Sjtjors, der var en del af Stalins bestræbelser på at bruge filmmediet til at skabe nationale helte. Dette arbejde faldt sammen med en periode, hvor hun primært blev kendt som "Sjtjors' enke".